# Santa Irene
Santa Irene är en ort i Mexiko, tillhörande kommunen Texcoco i delstaten Mexiko. Santa Irene ligger i den centrala delen av landet och tillhör Mexico Citys storstadsområde. Orten hade 121 invånare vid folkräkningen 2010.